# Magnus Manhammar
Magnus Manhammar (1980) é um político sueco. Desde 29 de setembro de  2014 Manhammar serve como membro do Riksdag em representação do círculo eleitoral do condado de Blekinge.